# 1569 Evita
1569 Evita је астероид главног астероидног појаса са пречником од приближно 33,92 .
Афел астероида је на удаљености од 3,570 астрономских јединица (АЈ) од Сунца, а перихел на 2,725 АЈ.
Ексцентрицитет орбите износи 0,134, инклинација (нагиб) орбите у односу на раван еклиптике 12,267 степени, а орбитални период износи 2039,902 дана (5,584 година).
Апсолутна магнитуда астероида је 11,10 а геометријски албедо 0,055.
Астероид је откривен 3. августа 1948. године.